# Tapptjärnen (Stavnäs socken, Värmland)
Tapptjärnen är en sjö i Arvika kommun i Värmland och ingår i Göta älvs huvudavrinningsområde.